# Æneas i Carthago
Æneas i Carthago oder Dido och Æneas (deutscher Titel: Aeneas in Carthago) ist eine Oper (Originalbezeichnung: „Lyrisk tragedie“) in einem Prolog und fünf Akten (VB 23) von Joseph Martin Kraus (Musik) mit einem Libretto von Johan Henrik Kellgren nach einem Entwurf von Gustav III. auf Basis der Tragödie Didon (1734) von Jean-Jacques Lefranc de Pompignan. Die Uraufführung fand am 18. November 1799 im Königlichen Theater in Stockholm statt.

## Handlung

### Vorgeschichte
Nach der Zerstörung Trojas durch die Griechen ist Æneas und einigen anderen Trojanern die Flucht gelungen. Ihre Flotte befindet sich auf dem Weg nach Italien, da Æneas vorhergesagt wurde, dass er dort die Stadt Rom gründen werde. Er hat jedoch eine mächtige Feindin in der Göttin Juno, die nach dem Urteil des Paris den Trojanern Rache geschworen hat.

### Prolog
Eine große Klippe im Meer.

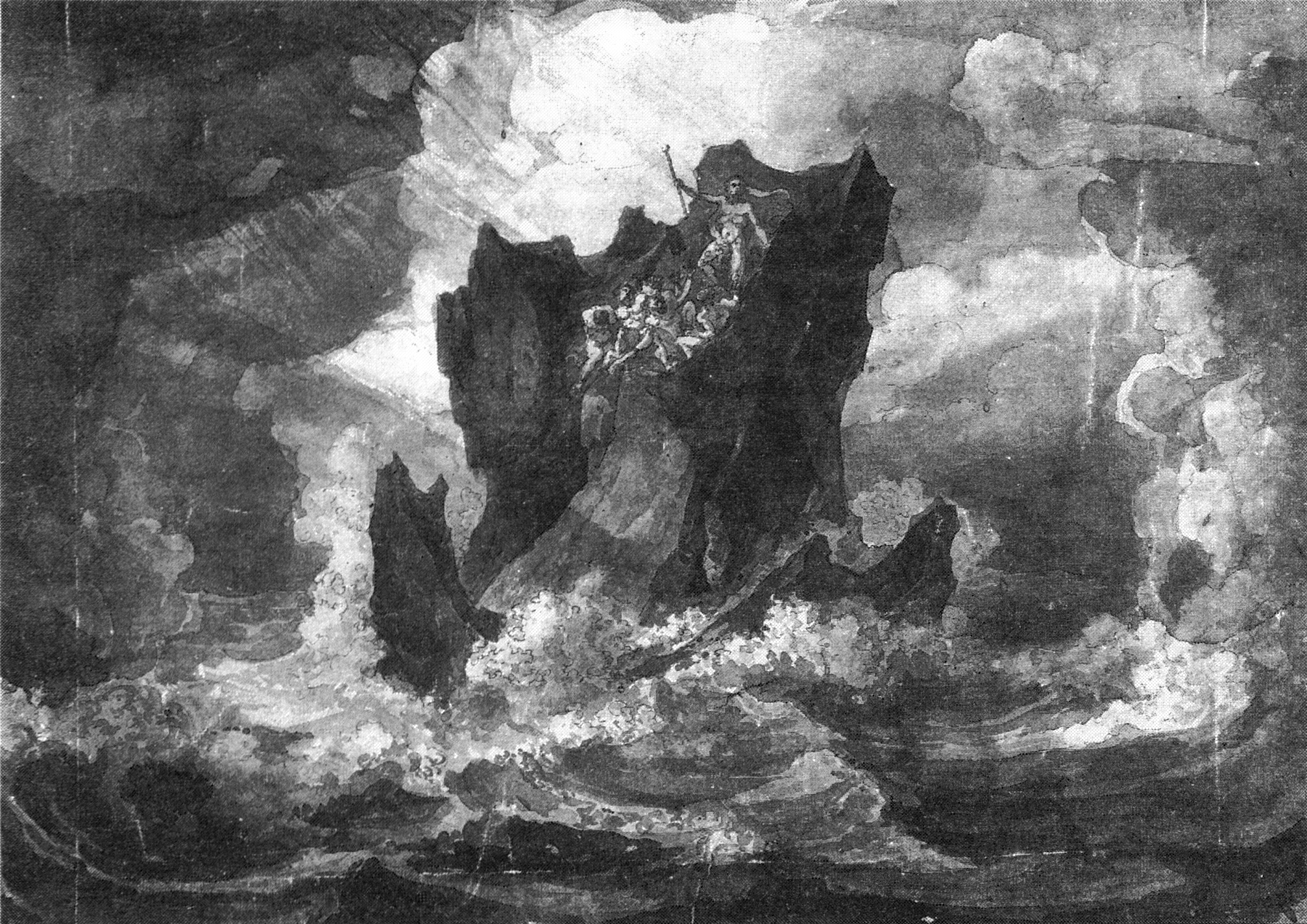
Bühnenentwurf von Louis Jean Desprez, Stockholm 1799

Szene 1. Der Windgott Eol hält die Wetter gefangen, damit sie das königliche Fest nicht stören können (Chor der Wetter: „Få vi ej än vår frihet förbida?“).
Szene 2. Die rachsüchtige Göttin Juno befiehlt Eol, die trojanische Flotte von Stürmen versenken zu lassen (Arie Juno: „Låt dina stormars vreda“ – Arie Eol: „Gån vilda Orcaner“).
Szene 3. Eol lässt die Winde frei, um den Auftrag auszuführen (Chor der Wetter: „Se stormen oss bebåda“). Die unter dem Felsen sichtbaren Trojaner auf den Schiffen sind verzweifelt (Chor der Trojaner: „Må höjd och afgrund skalla“).
Szene 4. Der Meeresgott Neptun erhebt sich aus dem Meer und vertreibt die Stürme. Auf seinen Befehl bringen sanfte Zephyr-Winde die Flotte sicher an die Küste (Arie Neptun: „I som trot[t]sig er förhäfven mot min vilja“).
Szene 5. Æneas dankt dem Himmel für die Rettung. Während die anderen Trojaner auf den Schiffen bleiben, begibt er sich zusammen mit seinem Gefährten Achates an Land.
Szene 6. Æneas ruft seine Mutter, die Göttin Venus, um Hilfe an (Arie Æneas: „Citherens mägtiga gudinna“).
Szene 7. Venus verheißt ihrem Sohn eine gute Aufnahme bei der karthagischen Königin Dido. Gleichzeitig warnt sie ihn vor dem Hass Junos.

### Erster Akt
Vor dem Junotempel
Szene 1. Anlässlich der Einweihung des neuen Tempels werden unzählige Freier um die Hand Didos erwartet. Dido teilt ihren Freundinnen Clelie und Barcé jedoch mit, dass sie sich in den gerade eingetroffenen Æneas verliebt hat (Arie Dido: „Nej, jag ej älskar, jag förtäres“).
Szene 2. Singend und tanzend trifft das karthagische Volk ein und preist die Königin (Chor Clelie/Karthager: „Lef milda drottning, glad och“). Als Barcé von den am Strand lagernden trojanischen Flüchtlingen berichtet, lässt Dido diese in die Stadt.
Szene 3. Æneas und die Trojaner treffen ein und schwören Dido die Treue (Chor Æneas, Trojaner: „Ehvar som himlen hälst behagar“). Dido lädt sie ein, am Fest teilzunehmen (Arie Dido: „Då lycklig är af edra“). Priester bringen Opfergaben und die Statue der Göttin, und die Karthager beginnen mit der Zeremonie (Chor Karthager: „Chartagienser låt vår sång, lyckliga hjertan“ – Chor Priester/Priesterinnen: „Alsmägtiga gudinna“ – Chor Æneas/Karthager: „O Juno, gudars mor, låt tvädrägt“).
Szene 4. Auch Æneas will der Göttin ein Dankopfer darbringen (Arie Æneas: „O Juno, du hvars blick från himlens“). Doch in diesem Moment verdeckt eine Wolke den Eingang zum Tempel – Juno weist seine Gabe zurück.

### Zweiter Akt
Ein der Diana geweihter Hain; im Hintergrund ein Berg mit Wasserläufen; an der Seite eine Diana-Statue
Szene 1. Vor einem gemeinsamen Jagdausflug der Karthager und Trojaner denkt Dido an ihre Gefühle für Æneas (Arien Dido: „Ack, för hvad plågor detta bröst sig till ett“ – „Uti min själ jag fåfängt sluter“).
Szene 2. Æneas und die restliche Gesellschaft treffen ein. Alle freuen sich auf die bevorstehende Jagd (Chöre: „Må denna dag“ – „Lekande nöjen, muntra behag“ – „Jägarens gud, lät valdhornets ljud“ – „Börjom vårt lopp“).
Eine einsame Grotte mitten im Wald
Szene 3. Während eines Unwetters finden Dido und Æneas Unterschlupf in einer Höhle. Bei dieser Gelegenheit offenbart Æneas der Königin seine Liebe (Arie Dido: „Med er förenad in i döden“). Da erscheint der Schatten von Didos erstem Mann Siché und erschreckt die beiden mit düsteren Mahnungen (Duett Dido/Æneas: „Hvad gruflig syn“).
Szene 4. Liebesgötter oder karthagische Jungfrauen vertreiben die Sorgen des Paares (Chor: „Kärleks gudar, blinda nöjen“).
[Fehlt im gedruckten Libretto] Die Göttinnen Venus und Juno streiten sich über die Zukunft Æneas’ (Duett Venus, Juno: „Vet, vet, jag Olympens spira bär“).

### Dritter Akt
Der von prächtigen Palästen umgebene große Platz von Karthago mit einer Straße zu Didos Palast
Szene 1. Æneas schwankt zwischen seiner Liebe zu Dido und seiner Pflicht, die Göttin Juno zu besänftigen (Arie Æneas: „Förgäfves, kärlek mig beredda“).
Szene 2. Im Auftrag Didos bittet Clelie Æneas um Unterstützung gegen die Numider, deren König Jarbas die Ehe mit Dido gewaltsam erzwingen will (Arie Clelie: „Du som i nödens ögonblick dess ädla bistånd fått“).
Empfangshalle in Didos Palast mit dem Thron der Königin
Szene 3. Jarbas trifft als Botschafter verkleidet mit großem Gefolge ein und wirbt um die Hand Didos (Arie Jarbas und Chor der Numider: „Gå drottning tag af Jarbas händer“). Dido weist ihn entschieden zurück (Arie Dido: „Gå, säg din kung, att Dido drottning“) und verkündet, dass sie noch am selben Tag Æneas heiraten werde.
Szene 4. Jarbas schwört wütend Rache für diese Demütigung (Arie Jarbas: „O gudars gud“).
Ein Hymen und Amor gewidmeter Rosenhain mit einem Marmor-Altar
Szene 5. Umgeben von weiß gekleideten und mit Blumen gekrönten Hymen-Priesterinnen und karthagischen Mädchen bereiten sich Dido und Æneas auf ihre Hochzeit vor (Duett Dido/Æneas: „Ack hvad de lågor ljufligt brinna“; Chöre „Må ert förbund hos gudar bifall vinna“ – „Höjom upp vår röst, att prisa och berömma“ – „Sen, kärleksfacklan till en tid“; Duett: „O du, som från Olympens slott“). Plötzlich erbebt die Erde, es blitzt und donnert, und der Tempel versinkt im Boden. Alle fliehen entsetzt (Chor Dido/Æneas/Karthager: „Hvad dån! Hvad grymma lågors“). Dido fällt in Ohnmacht.
Szene 6. Äran, die Allegorie der Ehre, erscheint im Himmel und ermahnt Æneas, Karthago zu verlassen und nach Italien zu reisen, um der Prophezeiung gemäß Rom zu gründen. Æneas beschließt, dem göttlichen Befehl zu folgen (Arie Æneas: „Men du, hvars thron jag gick att dela“).
Szene 7. Als Dido erwacht, ist sie allein. Enttäuscht von Æneas Verhalten schwört sie Rache (Arie Dido: „Om du så brottslig kunde bli“).

### Vierter Akt
Der Hafen von Karthago mit dem für die Abreise gerüsteten trojanischen Schiff
Szene 1. Achates und die anderen Trojaner bereiten ein Opfer vor, um Neptun für die bevorstehende Reise günstig zu stimmen (Chor der Trojaner: „Böljan utan vrede svallar“). Æneas ist verzweifelt, seine Geliebte verlassen zu müssen (Arie und Chor Æneas/Trojaner: „Gudar, som mig förelagt“).
Szene 2. Als Æneas ans Bord gehen will, eilt Dido herbei und will die Gründe für seine Abreise erfahren. Er versucht vergeblich, ihr seine Lage zu erklären (Duett Dido/Æneas: „Gå, trottsa faror, storm och haf“). Enttäuscht geht sie. Æneas will ihr folgen, wird jedoch von Achates zurückgehalten.
Szene 3. Die Trojaner sind jetzt bereit zur Abreise (Chor der Trojaner: „Lyftom ankar, seglom af“). In diesem Augenblick ertönt kriegerischer Lärm, und Clelie kommt herbeigerannt.
Szene 4. Clelie fleht die Trojaner um Hilfe gegen die angreifenden Truppen des Jarbas an (Chor Clelie/Æneas/Trojaner: „Gå, samlom då vår tappra här“). Das können die Trojaner nicht verweigern. Sie eilen vom Schiff.

### Fünfter Akt
Die Stadt Karthago; im Hintergrund hohe Türme und die Stadtmauer; dahinter der Tempel und Paläste
Szene 1. Die in die Stadt eingefallenen Numider kämpfen mit den karthagischen Verteidigern (Chor der Numider: „Vår styrka segra bör“). Einer der karthagischen Soldaten wird von einem Pfeil verwundet. Jarbas feuert seine Leute an (Jarbas/Chöre: „Må blodet dessa murar färga“). Numidische Soldaten verfolgen die fliehenden Frauen.
Szene 2. Da treffen die Trojaner ein. Æneas gelingt es, Jarbas im Zweikampf zu töten (Duett und Chor Æneas/Jarbas/Numider: „Mägtiga gudar, styren min arm“). Alle feiern seinen Sieg (Marsch und Chor: „Tappre hjelte, du hvars hand frälst vår“).
Szene 3. Erneut muss sich Æneas von seiner Liebe zu Dido lösen, um sich mit den Trojanern an Bord des Schiffes zu begeben (Arie Æneas: „Gudar, i som styren, som styren menskors lopp“).
Garten vor Didos Palast; im Hintergrund die königlichen Gärten, dahinter das Meer; auf einer Seite ein Scheiterhaufen
Szene 4. Barcé fürchtet um die Königin, auf deren Befehl der Scheiterhaufen errichtet wurde.
Szene 5. Dido sorgt sich um den Ausgang der Schlacht und das Leben Æneas’ (Arie Dido: „O Juno, du som öfvergifvit“), bis die jubelnde Menge die Nachricht vom Sieg bringt (Chor: „All vår fara har försvunnit“).
Szene 6. Narbal präsentiert der Königin die gefangenen Numider und die Waffen ihres Anführers Jarbas. Didos Freude wird jedoch gedämpft, als sie feststellt, dass Æneas bereits abgereist ist. Verzweifelt stößt sie sich einen Dolch in die Brust, ergreift eine Fackel und stürzt sich in den Scheiterhaufen (Arie Dido und Chor der Karthager: „Förrädare! Barbar! du flyr, och lämnar“).
Szene 7. Die Göttin Iris, eine Botin Jupiters, schwebt auf einer Wolke herein, um das Volk zu beruhigen. Sie verkündet, dass Dido in den Olymp erhoben wurde und von dort aus Karthago beschützen werde (Chor der Karthager: „Vår drottning hör Olympen till“).
Der Olymp
Szene 8. Jupiter und die anderen Götter nehmen Dido in Empfang.

## Gestaltung

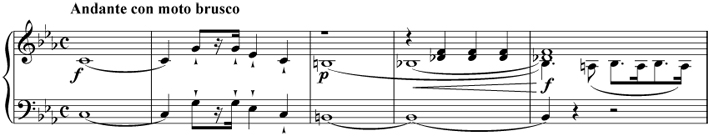
Die ersten Takte der Ouvertüre des Prologs

Die überwältigende Vielfalt an Szenen, Bühnenspektakel und Tänzen in Kraus’ Oper dienten dem Zweck, dem Publikum die technischen Möglichkeiten des neuen Opernhauses, zu dessen Eröffnung sie ursprünglich gespielt werden sollte, vorzuführen.
Die Arien und Ensemblesätze sind häufig knapp gehalten. Sie folgen dem „Ideal der Schlichtheit“. Auf die Gattung der französischen Tragédie lyrique verweisen die vielen Chorsätze und Tänze sowie die durchkomponierten Szenen, deren Musiknummern durch sorgfältig gestaltete Accompagnato-Sätze verbunden sind. Ein wichtiges Vorbild für Kraus waren die Reformopern Christoph Willibald Glucks. Weitere Inspirationen erhielt er während seiner Europareise. Von besonderer Bedeutung erwies sich Niccolò Piccinnis Oper Didon, die Kraus 1784 in Paris kennenlernte. Auch Einflüsse des deutschen Sturm und Drang sind spürbar. In Vorwegnahme der Musik Ludwig van Beethovens und Richard Wagners verwendete er bereits progressive Leitmotive. Der Schwerpunkt des Textes liegt weniger auf der bei Vergil beschriebenen äußeren Handlung, sondern konzentriert sich auf die psychologischen Aspekte der Personen und Situationen.

### Orchester
Die Orchesterbesetzung der Oper enthält die folgenden Instrumente:
- Holzbläser: zwei Flöten (beide auch Piccolo), zwei Oboen (beide auch Englischhorn), zwei Klarinetten, zwei Fagotte
- Blechbläser: zwei oder vier Hörner, zwei Trompeten
- Pauken, Schlagzeug: Tamburin, Becken, Triangel
- Streicher
- Bühnenmusik: zwei Klarinetten, zwei Fagotte, zwei Hörner

### Musiknummern
Die Oper enthält im autographen Manuskript die folgenden Musiknummern (in eckigen Klammern die Nummern im Werkverzeichnis von Bertil van Boer; dort weichen auch die Texte geringfügig ab): Die Szenenangaben entsprechen dem gedruckten Libretto, in dem die Texte einiger Nummern fehlen.
- Ouvertüre: Andante con moto brusco, c-Moll, 4/4 (C)

Prolog
- Nr. 1. Chor (Eol, Wettergötter): „Få vi ej än vår frihet förbida?“ (Szene 1)
- Nr. 2. Rezitativ (Eol, Juno): „Hvad ljufva toners sammanljud“ (Szene 1)
- Nr. 3. Arie (Juno): „Låt dina stormars vreda“ (Szene 2)
- Nr. 4. Rezitativ (Eol): „Gudinna, dina bud jag vörda vill“ (Szene 2)
- Nr. 5. Arie und Chor (Eol, Wettergötter): „Gån vilda Orcaner“ (Szene 2)
- Nr. 6. Chor mit Ballett (Wettergötter): „Låt oss vår frihet förbida“
- Nr. 7. Chor (Wettergötter): „Se stormen oss bebåda“ (Szene 3)
  - Chor (Trojaner/Matrosen): „Må höjd och afgrund skalla“ (Szene 3)
- Nr. 8. Rezitativ (Neptun): „Hvad dån?“ (Szene 4)
- Nr. 9. Arie (Neptun): „I som trot[t]sig er förhäfven mot min vilja“ (Szene 4)
- Nr. 10. Ballett der Zephire (instrumental): Allegretto, D-Dur, 6/8
- Nr. 11. Tanz der Najaden und Tritonen (instrumental): Molto moderato, D-Dur, 3/4
- Nr. 12. Rezitativ (Æneas): „Oss himlen räddat har, bevekt af våra böner“ (Szene 5)
- Nr. 13. Arie (Æneas): „Citherens mägtiga gudinna“ (Szene 6)
- Nr. 14. Rezitativ (Venus): „Din bön är hörd, min son. Hör opp ifrån den grymma“ (Szene 7)

Erster Akt
- Ouvertüre: Andante sostenuto – Andante maestoso, Es-Dur, 4/4 (C)
- Nr. 1. Rezitativ (Dido, Clelie, Barcé): „Bland alla nöjens krets, på sjelfva segrens“ (Szene 1)
- Nr. 2. Rezitativ (Clelie, Dido): „Om han sin fordna ro i Edra tårar fann“ (Szene 1)
- Nr. 3. Arie (Dido): „Nej, jag ej älskar, jag förtäres“ (Szene 1)
- Nr. 4. Rezitativ (Dido): „Ack! Troja är ej mer“ (Szene 1)
  - Nr. 4a. Marsch (instrumental): [ohne Tempobezeichnung], E-Dur, alla breve
- Nr. 5. Chor (Clelie, Karthager): „Lef milda drottning, glad och“ (Szene 2)
  - Nr. 5a. Gavotte (instrumental): Allegretto ma un poco moderato, C-Dur, alle breve
- Nr. 6. Rezitativ (ein Karthager): „Ett folk af stormens våld på våra stränder“ (Szene 2)
- Nr. 7. Chor (Æneas, Trojaner): „Ehvar som himlen hälst behagar“ (Szene 3)
- Nr. 8. Rezitativ und Arie (Dido): „Gläds Trojas värda son. Ur faran frälst ni funnit“ – „Då lycklig är af edra“ (Szene 3)
- Nr. 9. Rezitativ (Dido): „Men skingra nu det qval, som edra hjertan“ (Szene 3)
- Nr. 10. Chor (Karthager): „Chartagienser låt vår sång, lyckliga hjertan“ (Szene 3)
- Nr. 11. Chor (Priester, Priesterinnen): „Alsmägtiga gudinna“ (Szene 3)
- Nr. 12. Chor (Æneas, Karthager): „O Juno, gudars mor, låt tvädrägt“ (Szene 3)
- Nr. 13. Rezitativ (Clelie): „Vår drottning, till Dianas lof, idag en jagt förräta“ (Szene 3)
- Nr. 14. Arie (Æneas): „O Juno, du hvars blick från himlens“ (Szene 4)
- Nr. 15. Rezitativ (Æneas): „Förgäfves var min bön“ (Szene 4)
- [Nr. 14a. Schlusssatz (Æneas) in der ersten Ausgabe von van Boer]

Zweiter Akt
- Nr. 1. Arie (Dido): „Ack, för hvad plågor detta bröst sig till ett“
- Nr. 2. Rezitativ (Dido): „Än för Æneas ej min kärlek yppat sig“ (Szene 1)
- Nr. 3. Arie (Dido): „Uti min själ jag fåfängt sluter“
- Nr. 4. Rezitativ (Dido, Æneas): „Ren bergens återskall till Jägerhornes dån“ (Szene 1)
- Nr. 5. Chor (Dido, Æneas, Karthager): „Må denna dag“ (Szene 2)
- Nr. 6. Chor (Dido, Æneas, Karthager): „Lekande nöjen, muntra behag“ (Szene 2)
- Nr. 7. Chor (Dido, Æneas, Karthager): „Jägarens gud, lät valdhornets ljud“ (Szene 2)
- Ballettsatz Nr. 1 [8]. Jagd-Übungen: Adagio, G-Dur, 3/4
- Ballettsatz Nr. 2 [9]. Rennen: Con leggerezza, G-Dur, 3/8
- Ballettsatz Nr. 3 [10]. Air, Ringen: Maestoso, D-Dur, 3/4
- Ballettsatz Nr. 4 [11]. Bogenschießen: Allegretto, A-Dur, alla breve
- Nr. 8 [12]. Chor (Dido, Karthager): „Börjom vårt lopp“ (Szene 2)
- Nr. 9 [13]. Rezitativ (Juno): „Æneas för min hämnd, af Neptun räddning fådt“
- Nr. 10 [14]. Arie (Juno): „Om han Italiens kuster hinner“
- Nr. 11 [15]. Rezitativ (Juno): „Men ser att min befallning göra, jag luftens nympher“
- Nr. 12 [16]. Zwischenspiel „Sturm“ (instrumental): Allegro, D-Dur, 4/4 (C)
- Nr. 13 [17]. Rezitativ (Dido, Æneas): „Ni här, min drottning, för er ser en grotta, som sitt hvalf“ (Szene 3)
- Nr. 14 [18]. Arie (Æneas): „Ack vet att från den första dag“
- Nr. 15 [19]. Rezitativ (Dido): „Jag kan ej dölja mer den låga“ (Szene 3)
- Nr. 16 [20]. Arie (Dido): „Med er förenad in i döden“ (Szene 3)
- Nr. 17 [21]. Rezitativ (Siché): „Olyckliga! skall så din“ (Szene 3)
- Nr. 18 [22]. Duett (Dido, Æneas): „Hvad gruflig syn“ (Szene 3)
- Nr. 19 [23]. Chor (Liebesgötter [bzw. karthagische Jungfrauen]): „Kärleks gudar, blinda nöjen“ (Szene 4)
- Nr. 20 [24]. Rezitativ (Dido, Æneas): „Af outsläckligt hat ej gudars hjertan brinna“ (Szene 4)[A 1]
- Nr. 21 [25]. Chor (Liebesgötter [bzw. karthagische Jungfrauen]): „Kärleks gudar, blinda nöjen“
- Nr. 22 [26]. Rezitativ (Venus, Juno): „Hvad otacksamma barn, som i er lydnad felat!“[A 2]
- Nr. 23 [27]. Duett (Venus, Juno): „Vet, vet, jag Olympens spira bär“[A 2]
- [Ballett im handschriftlichen Material: Andante – Vivace E-Dur – e-Moll – E-Dur, 2/4 – 3/4]

Dritter Akt
- Nr. 1. Arie (Æneas): „Förgäfves, kärlek mig beredda“ (Szene 1)
- Nr. 2. Rezitativ (Æneas, Clelie): „Ej qval och fruktan skänkt“ (Szene 2)
- Nr. 3. Arie (Clelie): „Du som i nödens ögonblick dess ädla bistånd fått“ (Szene 2)
- Nr. 4. Rezitativ (Æneas): „Bereda hennes död! Hvem jag så nedrig“ (Szene 2)
  - Nr. 4a. Marsch der Numider (instrumental): Allegro maestoso, G-Dur, 4/4 (C)
- Nr. 5. Auftritt des Jarbas (instrumental): Tempo giusto, C-Dur 2/4
- Nr. 6. Rezitativ (Jarbas): „Princessa, för er thron“ (Szene 3)
- Nr. 7. Arie (Jarbas): „Gå drottning tag af Jarbas händer“ (Szene 3)
- Nr. 8. Chor (Numider): „Gå drottning tag av Jarbas händer“ (Szene 3)
- Nr. 9. Rezitativ (Dido, Jarbas): „Då jag mitt fosterland“ (Szene 3)
  - Nr. 9a. Arie (Dido): „Gå, säg din kung, att Dido drottning“ (Szene 3)
  - Nr. 9b. Rezitativ (Jarbas): „Föraktas, jag föraktas“ (Szene 4)
- Nr. 10. Arie (Jarbas): „O gudars gud“ (Szene 4)
- Nr. 11. Ballett (instrumental): Larghetto, D-Dur, alla breve
- Nr. 12. Duett (Dido, Æneas): „Ack hvad de lågor ljufligt brinna“ (Szene 5)
- Nr. 13. Chor (Dido, Æneas, Karthager): „Må ert förbund hos gudar bifall vinna“ (Szene 5)
  - Nr. 13 ½ [13a]. Tanz der karthagischen Mädchen (instrumental): Andante, C-Dur, 2/4
- Nr. 14. Chor (Karthager): „Höjom upp vår röst, att prisa och berömma“ (Szene 5)
- Nr. 15. Rezitativ (Æneas): „Man nalkas, hören upp. De helga prästers“ (Szene 5)
- Nr. 16. Marsch der Priester (instrumental): Moderato, G-Dur, alla breve
- Nr. 17. Chor (oberster Priester, Priester): „Sen [Som], kärleksfacklan till en tid“ (Szene 5)
- Nr. 18. Duett (Dido, Æneas): „O du, som från Olympens slott“ (Szene 5)
- Nr. 19. Chor (Dido, Æneas, Karthager): „Hvad dån! Hvad grymma lågors“ (Szene 5)
- Nr. 20. Rezitativ (Äran, Æneas): „Æneas, har du glömt“ (Szene 6)
- Nr. 21. Arie (Æneas): „Men du, hvars thron jag gick att dela“
- Nr. 22. Rezitativ (Dido): „Hvar är jag? Gudar!“ (Szene 7)
- Nr. 23. Arie (Dido): „Om du så brottslig kunde bli“ (Szene 7)

Vierter Akt
- Nr. 1. Chor (Trojaner): „Böljan utan vrede svallar“ (Szene 1)
- Nr. 2. Arie und Chor (Æneas, Trojaner): „Gudar, som mig förelagt“ (Szene 1)
- Nr. 3. Rezitativ (Achates, Æneas, Dido): „Ni folkets längtan hör“ (Szene 1)
- Nr. 4. Duett (Dido, Æneas): „Gå, trottsa faror, storm och haf“
- Nr. 5. Rezitativ (Achates, Æneas, Venus): „Trojanerne, min prins“ (Szene 3)
- Nr. 6. Arie (Venus): „Till evig visshet af ditt hopp“
- Nr. 7. Chor (römische Soldaten): „Augustus, Augustus, att din ära“
- Nr. 8. Marsch (römische Soldaten; instrumental): Tempo di marcia, D-Dur, alla breve
- Nr. 9. Marsch (Römer; instrumental): [ohne Tempobezeichnung], D-Dur 4/4 (C)
- Nr. 10. Chor (Römer): „Den magt du genom segrar vunnit“
- Nr. 11. Rezitativ (Venus): „Nog af! Du finna bör hvad råd dig ägnar“
- Nr. 12. Chor (Trojaner): „Lyftom ankar, seglom af“ (Szene 3)
- Nr. 13. Rezitativ (Æneas): „Mitt folk, mitt kära folk!“ (Szene 3)
- Nr. 14. Rezitativ (Clelie, Æneas): „Ack prins! Ett grufligt bud“ (Szene 4)
- Nr. 15. Chor (Clelie, Æneas, Trojaner): „Gå, samlom då vår tappra här“ (Szene 4)

Fünfter Akt
- Nr. 1. Vorspiel [instrumental]: [ohne Tempobezeichnung], D-Dur, 4/4 (C)
- [Nr. 2]. Chor (Numider): „Vår styrka segra bör“ (Szene 1)
- [Nr. 3]. Chor (Jarbas, Numider und Karthager): „Må blodet dessa murar färga“ (Szene 1)
- Nr. 2 [4]. Duett und Chor (Æneas, Jarbas, Numider): „Mägtiga gudar, styren min arm“ (Szene 2)
- Nr. 3 [5]. Marsch der Trojaner [Tempo di marcia D-dur alla breve], Chor und Rezitativ (Æneas, Trojaner): „Tappre hjelte, du hvars hand frälst vår“ (Szene 2)
- Nr. 4 [6]. Rezitativ (Æneas): „O gudar, styrken mig“ (Szene 3)
- [Nr. 7]. Arie (Æneas): „Gudar, i som styren, som styren menskors lopp“ (Szene 3)
- Nr. 5. [8]. Rezitativ (Barcé): „Dess välja värkställd är“ (Szene 4)
- Nr. 6. [9]. Arie (Dido): „O Juno, du som öfvergifvit“ (Szene 5)
- Nr. 7. [10]. Rezitativ (Dido): „Men gudar, kan Ert hjerta lida“ (Szene 5)
- Nr. 8. [11]. Chor und Szene (Dido, Narbal, Karthager): „All vår fara har försvunnit“[A 3] (Szene 5)
- [Nr. 11a]. Rezitativ (Narbal): „Drottning gläds! Din thron, din ära“ (Szene 6)
- [Nr. 11b]. Marsch der Karthager (instrumental): [ohne Tempobezeichnung], C-Dur, 4/4 (C)
- [Nr. 11c]. Ballett (instrumental): Adagio, F-Dur 4/4 (C)[A 4]
- Nr. 9. [12]. Rezitativ (Dido): „Hvad fröjd! Hvad oförmodad lycka“ (Szene 6)
  - Nr. 9a. Ballett (instrumental): Allegro brillante, D-Dur, 6/8[A 4]
- Nr. 10. [13]. Rezitativ, Arie und Chor (Dido, Karthager): „Himmel Ack! Han flyr! Han lämnar mig“ – „Förrädare! Barbar! du flyr, och lämnar“ (Szene 6)
- [Nr. 14]. Rezitativ (Iris): „Förskräckta folk“ (Szene 7)
- [Nr. 15]. Chor (Karthager): „Vår drottning hör Olympen till“[A 5] (Szene 7)
- [Nr. 16, zuvor 15]. Ballett und Rezitativ (Jupiter): „Kom, Dido, kom att din belöning“[A 6] (Szene 8)
- [Nr. 17, zuvor 16]. Chor (Götter und Göttinnen): „Ljusets magter af Er lag, styres“[A 6] (Szene 8)
  - [Nr. 17a]. Ballett (instrumental): Adagio B-Dur 3/4
- [Nr. 18]. Ballett (instrumental). Menuett 1 und 2: Andante grazioso, D-Dur 3/4
  - [zuvor Nr. 17]. [ohne Tempobezeichnung], D-Dur, 3/4
- [Nr. 19, zuvor 18]. Ballett. Ciaconna [instrumental]: Andante, D-Dur, 3/4 [Nr. 18 in van Boers erster Ausgabe]
- Nr. 11. (Chor, Iris): „Ack! Sorg och fasa, se lågan rasa“ – „Förskräckta folk“ – „Vår Drottning hör Olympen til“ (Szene 6)

Anhang in der Fassung von 1782
- Ballett (instrumental): Andante un poco largo, D-Dur, 3/4

## Werkgeschichte
Æneas i Carthago gilt als „musiktheatralisches Hauptwerk“ des deutsch-schwedischen Komponisten Joseph Martin Kraus. Das Libretto stammt von Johan Henrik Kellgren. Es basiert auf einem Entwurf des schwedischen Königs Gustav III. auf Basis von Jean-Jacques Lefranc de Pompignan’ Tragödie Didon von 1734. Die erste Erwähnung des Werks findet sich in einem Brief des Komponisten vom 26. August 1781. Es sollte ursprünglich 1782 zur Eröffnung des Stockholmer Opernhauses gespielt werden, wurde aber kurz vor der Aufführung durch Johann Gottlieb Naumanns Cora och Alonzo ausgetauscht, nachdem die erste Sängerin, Caroline Müller, aus Stockholm geflohen war, um ihren Gläubigern zu entkommen. Anfang 1782 waren zudem erst der Prolog, die Ouvertüre und die beiden ersten Akte fertiggestellt. Am 7. Oktober begann Kraus eine mehrjährige Bildungsreise durch Europa, auf der er weiter an dem Werk arbeitete. In den nächsten Jahren gab es mehrere gescheiterte Aufführungsbemühungen, woran auch Intrigen am Hof die Schuld trugen. Die Schlussszene, in der Jupiter Dido in den Olymp einführt, ergänzte Kraus erst spät. 1796 veröffentlichte Kellgren das Libretto in seinen Samlade skrifter.:388
Uraufgeführt wurde die Oper erst postum am 18. November 1799 im Königlichen Theater Stockholm anlässlich der Tauffeier des schwedischen Kronprinzen Gustav. Gespielt wurde eine stark gekürzte Fassung, die mit drei Stunden Gesamtdauer nur etwa die Hälfte der Musik enthielt. Zudem hatte Friedrich Haeffner die Musik teilweise neu orchestriert.:388f Die Produktion benötigte mehr als 200 Mitwirkende, darunter mindestens 80 Sänger und 61 Tänzer.:392 Die Solisten wahren Gertrud Elisabeth Forselius (Juno), Francisca Stading (Venus), Carl Stenborg (Æneas), Carolina Müller (Dido), Christoffer Christian Karsten (Jarbas), Herr Lindskog (Achates), Fru Deland (Clelie), M:lle Frodell (Barcé), Herr Åman (Narbal), Herr Folling (Sichés Schatten), Herr Crælius (Priester), M:lle Åberg (Äran) und M:lle Vandonl (Iris). Die Choreografie stammte von Federico Nadi Terrade. Es gab insgesamt sieben Aufführungen bis Oktober 1800.
Zwischen 1805 und 1807 gab es noch zwei französischsprachige konzertante Aufführungen mit Klavierbegleitung durch Sigismund von Neukomm in Petersburg. Nur die Ouvertüre wurde noch lange auf Konzerten gespielt.
1966 wurde der dritte Akt im Schlosstheater Drottningholm gespielt. Eine gekürzte Fassung dirigierte Newell Jenkins 1979 in Stockholm in einer halbszenischen Produktion, von der der schwedische Rundfunk einen Mitschnitt erstellte. Jenkins führte das Werk auch am 26. März 1980 in der Alice Tully Hall in New York auf.
Zur Uraufführung der vollständigen Originalfassung kam es erst 2006 an der Oper Stuttgart. Die Inszenierung stammte von Peter Konwitschny mit krankheitsbedingter Unterstützung von Michaela Dicu und Michael von zur Mühlen und einem Bühnenbild von Hans Joachim Schlieker. Die musikalische Leitung hatte Lothar Zagrosek. Martina Serafin sang die Dido. Die Produktion wurde in der Kritikerumfrage der Zeitschrift Opernwelt 2005/2006 zur „Wiederentdeckung des Jahres“ gewählt.
Eine gekürzte szenische Produktion gab es 2011 im Konzerthaus Berlin. Die Inszenierung stammte von Susanne Øglænd, das Bühnenbild von Mascha Mazur, die Kostüme von Gunna Meyer und die Videos von Matze Görig. Lothar Zagrosek dirigierte das Konzerthaus-Orchester und den RIAS Kammerchor. Die Sänger waren Simone Schneider (Dido), Dominik Wortig (Æneas), Daniel Ohlmann (Jarbas), Daniel Kirch (Neptun), Catriona Smith (Venus), Cornelia Horak (Juno), Olivia Vermeulen (Bercé und Iris) und Joachim Goltz (Eol, Siché und Narbal).
Das Manuskript blieb in der Bibliothek der Königlich Schwedischen Musikakademie in Stockholm erhalten. 1988 gab Bertil van Boer die Partitur in seiner Gesamtausgabe der Werke von Joseph Martin Kraus heraus. Eine überarbeitete Fassung erschien 1998.

## Aufnahmen
- 3. Oktober 1979 – Newell Jenkins (Dirigent).
 Mikael Samuelson (Eol), Mari Anne Häggander (Juno), Staffan Sandlund (Neptun/Narbal), Solveig Faringer (Venus), Jonny Blanc (Æneas), Elisabeth Söderström (Dido), Erland Hagegård (Jarbas/Priester), Catharina Olsson (Clelie/Iris/Äran), Sven-Anders Benktsson (Sichés Schatten).
 Live aus dem Konserthuset Stockholm.[10][11]
- 30. Juli 2006 – Lothar Zagrosek (Dirigent), Württembergisches Staatsorchester Stuttgart, Chor der Württembergischen Staatsoper Stuttgart.
 Johan Rydh (Eol/Achates), Measha Brueggergosman (Juno), Ivar Gilhuus (Neptun), Catriona Smith (Venus), Dominik Wortig (Æneas), Martina Serafin (Dido), Daniel Ohlmann (Jarbas), Klara Ek (Clelie), Barbara Friebel (Barcé), Thomas Berau (Narbal), Mark Munkittrick (Sichés Schatten), Bernhard Schneider (Priester), Heinz Göhrig (Äran), Helga Rós Indridadóttir (Iris), Frank van Aken (Jupiter).
 Live aus Stuttgart; Rekonstruktion der Originalfassung; in deutscher Sprache; gekürzt.
Radioübertragung auf SWR2.[12][13]
- 2007 – Patrick Gallois (Dirigent), Jyväskylä Sinfonia.
 Overtures, Ballet Music and Marches. Orchestermusik aus der Oper.
 Naxos 8.570585.[14]